# Kebel
 Kebel  falu Horvátországban Krapina-Zagorje megyében. Közigazgatásilag Bedekovčinához tartozik.

## Fekvése
Zágrábtól 30 km-re északra, községközpontjától  4 km-re északnyugatra a Horvát Zagorje területén fekszik.

## Története
Kebel területén már a rómaiak idejében castrum állt, maga a középkori falu pedig valószínűleg a 6. – 7. században keletkezett, de csak 1248-ban említik először "Cubul" alakban.
1857-ben 336, 1910-ben 622 lakosa volt. Trianonig Varasd vármegye Zlatari járásához tartozott. A településnek 2001-ben 479 lakosa volt.

## Nevezetességei
Kebel középkori várának maradványai. 

## Külső hivatkozások
Bedekovčina község hivatalos oldala